# Grič (gmina Ribnica)
Grič – wieś w Słowenii, w gminie Ribnica. W 2018 roku liczyła 338 mieszkańców.